# Мандоротоксин
Мандаротоксин — сильнодействующий яд, входящий в состав отравляющей смеси, выделяемой жалом азиатского шершня Vespa mandarinia, обитающего в Юго-Восточной Азии.
Мандаротоксин имеет молекулярную массу ~ 20000 с рI 9.1. Молекула мандаротоксина термолабильна и обладает основными свойствами, обусловленными большим содержанием в ней остатков лизина. Токсин лишен гемолитической и ферментативной активности и является типичным нейротоксином.
У человека или животного мандаротоксин при попадании в организм предположительно блокирует Na±каналы нервной терминали.